# 羊茅麦角碱
羊茅麦角碱（(8β,10β)-6,8-二甲基麦角灵）是一种有机化合物，化学式为C16H20N2，它是一种麥角靈真菌分离物。它可以2-溴-3-硝基苄溴为原料经多步反应、柱分离制得。